# Kultusz (vallás)
Kultusznak nevezzük a vallásokban a vallási szertartások összességét. A kultusz olyan személyes vagy kollektív tevékenység, azon gondolatok, szavak, gesztusok egysége, amelyek révén az ember kapcsolatba lép az istenséggel, szenttel, őssel, szellemmel vagy egy vallási jelképpel, kinyilvánítva tiszteletét.
Kultusza többé vagy kevésbé kifejlett formában, szellemibb vagy anyagiasabb alakban, minden időben, minden népnek volt és egyidős az emberiséggel.

## A szó eredete
A kultusz szó a latin cultusból ered, amelynek jelentése „törődés” vagy „imádat”, illetve vallásos hiedelmek vagy rítusok rendszere. A francia nyelvben vagy a spanyol nyelvben a culte vagy culto egyszerűen imádást, imádkozást, vagy vallási tevékenységben való részvételt jelent.

## A különböző vallásokban
A kultuszt három szempont határozza meg: a kultusz tárgya, a kultuszt végrehajtó közösség, és számos többé-kevésbé ritualizált kultikus aktus.
Hagyományos és ritualizált folyamatot, rítust követ. A kultikus cselekmények tárgyak vagy személyek imádatát, tiszteletét foglalják magukban: őstisztelet, képtisztelet, démonkultusz, Dionüszosz kultusza, a szentek tisztelete stb.
Állhat rituálékból, áldozatokból, imákból, felolvasásból, prédikációból vagy előadásból, étkezésekből, énekekből és szakrális zenéből és kultikus táncból.
A kultuszhoz tartozik a kultusztárgy szimbólumainak ápolása is: a szakrális épület (pl. templom), az oltár, az istenség képmása (ikon, múrti), valamint a szent idők megtartása a vallási ünnepek és böjt formájában. A legtöbb esetben külön embereket bíznak meg a kultusz hagyományőrző szerepével (pl. papok). Az istentisztelet a vallások egyik eleme.

## Kereszténység
A keresztény kultusz szoros értelemben istentisztelet, az Atya, a Fiú és a Szentlélek tisztelete, tágabb értelemben nyilvános tiszteletadás.
A keresztény kultusz kialakulására hatással volt a zsidó gyakorlat, az ókori vallások és misztériumvallások hatása is.  Krisztus után azonban a fiatal egyház egyre növekvő mértékben missziós tevékenységet folytatott a "pogányok" között, a görög (majd később a latin) nyelvet kezdte használni, antik eszméket fogadott magába, és felhasználta azokat. Ez a folyamat azután az egész későbbi időszakban folytatódott, úgyhogy az egyházat virágkora idején tanaiban és rítusaiban erősebben határozták meg az antik, mint a zsidó eszmék. A reformáció aztán sok antik elemet mint „pogány”-t elejtett, a zsidó alkotórészeket pedig ismét jobban kidomborította.
A fő keresztény vallási cselekmények a következők:
- áldozás, felajánlás;
- ima
- ének és zene;
- szent szövegek olvasása;
- prédikáció,
- zarándoklatok, körmenetek stb.

### Katolicizmus
A kultusz elsődleges kifejezése a Krisztusra irányuló liturgia. A katolikus teológia különbséget tesz a Szentháromságnak járó kultusz és a szentek tisztelete között. A protestantizmus, amely nem ismeri el a szentek tiszteletét, nem tesz ilyen különbséget.
- Szentségek
- Szentmise
- Mária-tisztelet
- Képtisztelet
- A szentek és ereklyéik tisztelete

### Protestantizmus
- Istentisztelet
- Úrvacsora
- Keresztség

## Hinduizmus
A kultusz a legrégebbi időben egyszerű volt, és az árja családfők végezték a szent tűz előtt, a lángokba dobva áldozati ajándékaikat. Az idők során azonban az áldozati szertartás mind bonyolultabb  lett, úgyhogy ellátásához külön személyek váltak szükségessé, akik a szakrális ügyekben tájékozottak voltak, és ily módon külön papi rendet (brahminok) alkottak.

## Buddhizmus
Az a körülmény, hogy a buddhák és bódhiszattvák végtelen sokaságát tisztelték, akik az embereknek a tökéletesség felé vezető útjuk során nemcsak az akadályok elhárításában segítenek, hanem földi bajaikban is melléjük állnak, szükségessé tette a kultusz gazdagabb kiépítését is. Ezért a nirvánában végleg kihunyt világmegvilágosító szobrai előtti egyszerű imádkozás mindinkább helyt adott egy bonyolult rituálénak, amelynek célja, hogy elnyerjék a kegyét azoknak a megváltáshozóknak, akik „szétszakítják a szenvedés hálóját, orvosai a betegnek, a boldogtalannak pedig apja és anyja lesznek”. Az a régi elképzelés, amely szerint a végrehajtott szakrális cselekmények nem úgy nyerik el jutalmukat, hogy mivel a földöntúli lényeknek örömet okoznak, ezért azok valamilyen módon hálásnak mutatkoznak értük, hanem úgy, hogy ezek az aktusok önmagukban hatékonyak, képesek bizonyos erőket létrehozni, és a hívőknek transzcendens érdemeket szerezni, az újabb felfogás mellett változatlanul fennmaradt. Sőt, előfordult, hogy a földöntúli lényekhez intézett fohászkodás idővel mágikus hatású formula rangjára emelkedett, és úgy gondolták, hogy e formulák kimondásával érdemeket lehet szerezni. Ilyen pl. a Tibetben elterjedt, közismert hat szótagú varázsformula, „Om mani padmé húm”, eredetileg valószínűleg Manipadmához, az Avalókitésvarához közel álló istennőhöz intézett ima volt, később azonban Manipadmá nevének („akinek drágakőből való lótusza van”), a két áldást osztó hang: „óm” és „húm” között álló vocativusát locativusnak (padmé = a lótuszban) és egy előtte álló nominativusnak (manih helyett mani = a drágakő) magyarázták, és így értelmezték: „a drágakő a lótuszban van”. E szent szavaknak a legkülönfélébb misztikus magyarázatokat adták, pl.: „a Buddha megjelent a világban” és hasonlókat. Mindenesetre feltételezik, hogy a formula alkalmazása gyarapítja a jótettek kincstömegét. A Kárandavjúhában (67, 69 skk.) egy bódhiszattva azt mondja: „Meg tudom számlálni, hogy hány homokszem van a négy nagy óceánban, de nem tudok számot adni annak az érdemnek a nagyságáról, amelyet a hat szótagú nagy varázsformula kimondása jelent.” 
A buddhizmus története azt mutatja, hogy ha egy megváltás-tan tudatosan lemond a színpompás mitológiai külsőségekről és a díszes kultuszról, akkor mindig csupán kevesek számára szolgáló arisztokratikus filozofikus tan lehet belőle; a nagy tömeg vallási igényeinek csak korlátozott, mértékben képes eleget tenni. Ezt a buddhizmusnak azzal kellett ellensúlyoznia, hogy vagy a már előtte meglevő vallások korábbi kultuszaiból merített, vagy ő maga alakított ki olyan ájtatossági formákat és szakrális ceremóniákat, amelyek az istenek és szentek tiszteletének régebbi hasonló jellegű szertartásai helyébe léphettek. Mindkettőt megtette. Indiában minden korban megtűrte maga mellett a régi istenek és szellemek tiszteletét, ahogyan ezt még ma is megteszi Ceylonban, Hátsó-Indiában és az összes többi országban, azokon a területeken, ahol elterjedt. Ezen kívül azonban a mahájánában és a vadzsrajánában létrehozott új formákat is. 
A buddhizmus hirdetői sehol sem harcoltak a bennszülött népi kultuszok ellen mint tévtanok ellen, hanem az üdvösséghez vezető igazság előkészítő fokozataként megtűrték őket, így Indiában a primitív és a bráhmana-kultuszokat, Ceylonban és Hátsó-Indiában a szellemekben való hitet, Kelet-Ázsiában a konfucianizmust, a taoizmust, a sintoizmust, Tibetben a démonimádatot. A különböző korok és embercsoportok igényeihez való alkalmazkodásnak ez a módszere végül oda vezetett, hogy a buddhizmus az elő-indiai szubkontinensen annyira átalakult már, hogy metafizikai alapelvei megőrzése ellenére sok vonatkozásban pontosan az ellenkezőjét tanította annak, amit eredetileg hirdetett. Buddha azt mondotta, hogy a bráhmanák hite abban, hogy rítusaik segítségével egy embert halála után a mennybe juttathatnak, éppoly téves, mintha valaki azt hinné, hogy egy vízbe zuhant sziklát szavai segítségével képes felemelkedésre késztetni. A késői mahájánában a varázsformulák (dháraní) erejébe vetett hit, amely sosem tűnt el teljesen, növekvő jelentőségre tett szert, különösen azután, hogy filozófiai megalapozást nyert azáltal, hogy a mantrák kimondását a meditáció párjának, kiegészítésének, sőt végül vele egyenértékűnek tekintette. Az idők folyamán az eszköz hamarosan elhomályosította a célt: egy formula elmormolását annyira hatékonynak tartották, hogy a teológiának külön ága alakult ki, amely a mantrák összeállításával foglalkozott, és a „mantra-módszer”-t (naja) a megváltás elnyerésében a „tökéletességek módszerei”-vel (páramitánaja) egyenértékű eljárásnak tartották. A mantrizmus végül, a tantrikus hindu tanok és eljárások mintájára, külön „szekér”-ré fejlődött, amely „harmadik”-ként a „kis” és a „nagy” mellé került. Ez az ún. „mantrajána” vagy „vadzsrajána” (gyémántszekér) mágikus, titkos tudományt hozott létre, amely később az eredeti buddhizmustól még jobban eltávolodott azáltal, hogy női isteneket és saktista eszmeáramlatokat is magába fogadott. 
A mahájána kultusza méreteiben és jelentőségében oly módon is állandóan gyarapodott, hogy magába olvasztotta a hindu istenek tiszteletét is. Bár a „kis szekér” hívei maguk is tisztelik az olyan isteneket, mint pl. Brahma, Visnu, Siva, Laksmí stb., mégis ezeknek a tisztelete nem szerves alkotórésze a tulajdonképpeni buddhista kultusznak, és ezért a szertartásokat gyakran Buddha templomain kívül, nemcsak buddhista szerzetesek, hanem (mint pl. Sziámban) bráhmanák közreműködésével végzik, ugyanakkor a „nagy szekér” Kelet-Ázsiában és Tibetben a legkülönfélébb hindu istenségeket kebelezte be panteonjába. Minthogy ezek az istenek a buddháknál és bódhiszattváknál rangban sokkal alacsonyabbak, és velük szemben hódolatteljes viselkedésre kötelezett megszemélyesítései a szanszárát mozgásban tartó természeti és erkölcsi hatalmaknak, ezért őket alacsonyabb rendű tisztelet illeti meg, ellentétben a Buddhákkal, akiket még az istenek is imádnak, mivel ők legyőzték a világot. 

## Kínai vallások
„Valamennyi eszköz közül, amelyekre az emberek kormányzásához szükség van, legnélkülözhetetlenebb a szertartások (11) intézménye” – olvashatjuk a Li-csiben. Ezért a kínai császárság a kultuszt legsajátabb ügyének tekintette, és saját kezébe vette. A birodalmi vallásnak ennek következtében nem volt tulajdonképpeni papsága; a szakrális feladatokat legtöbbször hivatalnokok látták el, akik a rítusok miniszterének voltak alárendelve. Az, hogy a taoizmus és a buddhizmus a maga papságával széles körben jelentős befolyásra tett szert, elsősorban annak köszönhető, hogy ezek a hivatalnokok nem tudták kielégíteni a tömegek vallási igényeit.
A rítusoknak öt fajtája különböztethető meg: a szerencsés előjelek rítusai (áldozás és ajándékok adományozása a szellemeknek), temetési rítusok, katonai rítusok, a vendéglátás (látogatások és követségek) rítusai és az örömrítusok (menyegző, ünnepek stb.) A legfontosabb közülük az áldozás, mivel bemutatásának igénye mélyen az emberi természetben gyökerezik. A fentebb idézett szöveg más helye azt mondja: „Az áldozás nem valami kívülről jövő, hanem belülről kifelé irányuló és a szívben születő ..., ezért csak a bölcs képes az áldozat értelmét feltárni.” A leggyakoribb az ősöknek felajánlott áldozat; nyugodtan elmondható, hogy az ősök kultusza a kínaiaknál valamennyi társadalmi rend és réteg közös kultusz formája volt. Az elhaltaknak ételt, teát és más italokat, virágot, ruhát, valamint papírból készült pénzérméket, használati tárgyakat, állatokat és embereket (szolgákat, asszonyokat) ajánlottak fel; a papírszimbólumokat elégették, mert azt képzelték, hogy az ábrázolt eredeti szellemi esszenciája ezáltal az elhunytnak a túlvilágon rendelkezésére áll majd. Az isteneknek állatokat, különösen baromfit, kutyát, disznót, szarvasmarhát, lovat áldoztak. Az égieknek felajánlott áldozatot elégették, a földnek szántakat pedig elásták. Némelyik szent szertartást ének és zene kísért, táncot és pantomimet is alkalmaztak a kultuszban. Példaként arra, hogy a szakrális ügyek univerzalisztikus elképzelésekkel voltak átszőve, álljon itt a Szertartások feljegyzéseiből (Li-csi) az a részlet, amely az első tavaszhónapról szól: „Ebben a hónapban ülik meg a tavasz kezdetének ünnepét. Három nappal a tavaszkezdet előtt a főasztrológus a következő szavakkal tájékoztatja erről a Menny Fiát: »Ezen és ezen a napon van a tavasz kezdete«. Sajátos tevékenysége a fákban (a növényzetben) rejlik. Ekkor a Menny Fia böjtöl. A tavasz kezdetének napján a Menny Fia, a birodalom három legfőbb méltóságának, a kilenc miniszternek, a hűbéres fejedelmeknek és a főhivatalnokoknak kíséretében személyesen megy el a keleti külvárosba a tavasz ünnepélyes fogadására. Onnan visszatérve jutalmakat oszt ki a három legfőbb méltóságnak, a minisztereknek, a hűbéres fejedelmeknek és a főméltóságoknak a palota negyedik udvarán.
Ebben a hónapban a Menny Fia az első szerencsés napon könyörgéssel fordul Sang-tihoz jó termésért. Nem sokkal ezután egy másik szerencsés napot választanak ki, amelyen a Menny Fia személyesen helyez el egy ekevasat háromüléses kocsijában, a kocsihajtó és egy vértestiszt közé. A három legfőbb méltóság, a kilenc miniszter, a hűbéres fejedelmek és a főhivatalnokok élén ő maga szántja fel a Sang tinak szentelt szántóföldet. A Menny Fia három barázdát húz, a három legfőbb méltóság mindegyike ötöt, a miniszterek és a hűbéres fejedelmek egyenként kilencet. Visszatérve, a Menny Fia fő lakosztályában egy serleget ragad, és beszédet intéz a három legfőbb méltósághoz, a kilenc miniszterhez, a hűbéres fejedelmekhez és a főhivatalnokokhoz, akik mind összegyűlnek körülötte: »Nektek áldozom ezt a bort hálából fáradozásotokért.«
Azután átnézik az áldozati szabályokat, és parancsot adnak, hogy mutassanak be áldozatokat a hegyek, erdők, folyók és tavak szellemeinek; de tilos nőstény áldozati állatot felhasználni.
Szánalomérzésből (az állatok) csontját és rothadó húsát elássák a földbe. Ebben a hónapban nem szabad háborúskodni. Ha harcolnak, feltétlenül utoléri őket az ég büntetése. Amíg fegyvert nem fognak ránk, addig nem szabad nekünk sem ezt kezdeményezni.
Nem szabad az ég létrehozta rendet megváltoztatni, nem szabad a földön a munkák természetes folyamatát megszakítani és az emberek viselkedésének és munkálkodásának szabályait megzavarni.
Ha a császár az első tavasz-hónapban azokat az előírásokat követné, amelyek a nyárra érvényesek, akkor nem érkezne meg az eső a megfelelő időben, a füvek és fák idő előtt elfonnyadnának, és az országok állandó rettegésben élnének. Ha az őszre érvényes előírásoknak tenne eleget, akkor a népet járványok lepnék meg, tomboló viharok és roppant esőzések következnének be mindenütt, tövis és bogáncs, konkoly és üröm burjánzana el egy csapásra. Ha a télre vonatkozó előírásokat követné, akkor árvizek okoznának pusztítást, hó és dér idézne elő nagy károkat, és nem kelne ki az első vetés.” 
Hasonlóképp beszél az év többi hónapjáról is; az univerzista alapeszmék mindenütt világosan érvényre jutnak.
A kínai univerzizmus az örök világtörvényről (tao), a két őserő, jin és jang összjátékáról, az öt elemről (változó állapotról) és az ég, föld, ember összhangjáról szóló tanításával, természettiszteletével, őskultuszával és szertartásrendjével, az egyén, a család és az állam életére egyaránt kiterjedő etikájával, amely végső fokon a taónak az emberi kapcsolatokra gyakorolt hatását tükrözi, évezredeken át a kínai császárság irányadó világnézete volt. Mivel az egész rendszer központi fogalma a „tao”, ezért az univerzizmus régi, összkínai taoizmusnak is nevezhető. Világ és ember rendeltetésének ez a felfogása, amelynek kezdete a kínai nép őstörténetének mitikus ködébe vész, a történelmi korszakokban főképp két történetileg jelentős megjelenési formát öltött: a „konfucianizmus”-t és a szűkebb értelemben vett „taoizmus”-t. A kettő között az a különbség, hogy ugyanazokat az alapeszméket más módon értékelik. Lao-ce és első követőinek tanítása magában véve a régi taoizmus legtisztább és legmélyenszántóbb formája; annak következtében azonban, hogy e tan kvietista eszményeket dédelgetett, hogy végeláthatatlan természetfilozófiai spekulációkat és mágikus szokásokat alakított ki, s hogy végül sajátos egyházat hozott létre, külön, önálló hitformává lett, amelyhez a kínaiaknak csak egy része tartozott. A konfucianizmus eredetileg a régi taoizmus misztikus, mágikus és kvietista eszméinek és szokásainak túlburjánzása elleni reakcióból alakult ki.